# Muzy
 Muzy  là một xã thuộc tỉnh Eure trong vùng Normandie miền bắc nước Pháp.